# Гумуз (народ)

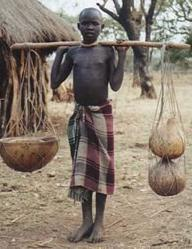

Гумуз — этническая группа народа комо, обитает в подавляющем большинстве на территории Бенишангул-Гумуз в Эфиопии и Фазогли на территории Судана. Численность примерно 220 тыс. человек. В прошлом проживали вдоль суданско-эфиопской границы и впервые упоминались в дневнике шотландского исследователя Брюса Джеймса, который отправился в путешествие, чтобы найти исток Нила.

## Язык и история
Язык называется гумуз и относится к нило-сахарским языкам. Большинство людей из народа гумуз обитают в сухих степях и полупустынях, раньше они обитали в более плодородных землях, в восточной части провинции Гоззам, но были вынуждены покинуть территории в результате гонений мусульман. Позже они и соседние народы стали жертвами «белых колонизаторов» и их использовали в качестве рабочей силы вплоть до 1940 года. Однако это не подорвало национальное самосознание и язык гумуз.

## Культура

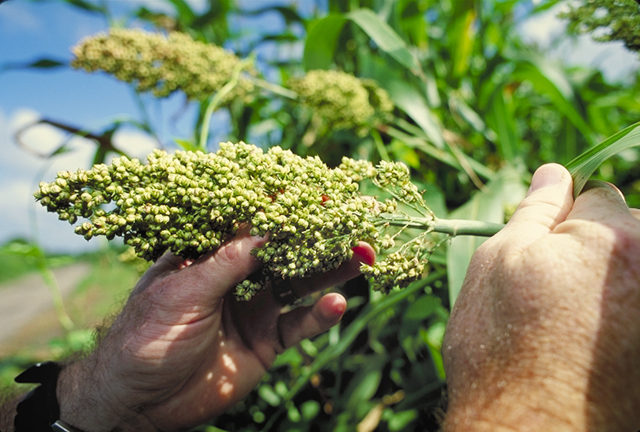
Сорго — основная пища гумуз.

Основное зернохранилище посёлка.

Гумуз практикуют широко подсечно-огневое земледелие. Основная пища — сорго. Зерновую культуру прячут в огромных глиняных горшках, которые украшаются фигурками, имитирующими женскую грудь. Сорго используют для приготовления каши и алкогольных напитков — пива. Всё пиво бродит и хранится в огромных глиняных горшках, сделанные женщинами. Гумуз также занимаются охотой и собирательством, охотятся на диких животных, таких как антилопы, кабаны. Собирают мёд, выкапывают семена и корешки. Те гумуз, которые живут на границе с Суданом, исповедуют ислам и христианство, но большинство из них придерживается традиционных верований. В традиционной религии боги и лесные духи называются Мус’а, которые обитают в домах, глиняных сосудах и зернохранилищях, деревьях и горах.
Изначально гумуз украшали всё своё тело тату — шрамами, но сейчас эта традиция фактически вымерла в результате интенсивного давления местной власти и образования. Все гумуз являются членами местных кланов, которые решают проблемы а реже конфликты путём собраний, которые проводятся старейшинами, такие собрания называются «мангема» или «мичю», в зависимости от региона. Среди гумуз — мусульман и христиан конфликты решают путём обмена дочерей или сестёр в брак.